# Davos
Davos (en alemán se pronuncia Davós [código AFI: da ˈvoːs]; toponimia en romanche: Tavau, en italiano: Tavate) es una ciudad y comuna suiza del cantón de los Grisones, situada en la región de Prettigovia/Davos.
La localidad es conocida por ser la sede del Foro Económico Mundial (World Economic Forum), también llamado 'Foro de Davos', en el que se reúnen desde 1991 los principales líderes empresariales, así como líderes políticos internacionales, periodistas e intelectuales selectos, a efectos de analizar los problemas más apremiantes que afronta el mundo, y entre ellos, la salud y el medio ambiente.

## Historia
El poblamiento reciente de la región de Davos data del Alto Medioevo, cuando fue colonizada por migrantes de origen romanche de los valles de la Engadina y del Albula. La primera mención escrita del pueblo data de 1213 bajo el nombre de Tavaus. A partir de 1280, los barones de Vaz permiten el establecimiento de colonos walsers (de habla alemana) y les concedieron derechos importantes de autonomía administrativa. Es así como Davos se convierte en el mayor centro de poblamiento Walser en la región de Suiza oriental. 
En 1853 el médico alemán Alexander Spengler constata que el microclima del valle es propicio al tratamiento de la tuberculosis y otras enfermedades pulmonares. El pueblo se transforma entonces en un balneario de cura con la construcción de sanatorios, hoteles y pensiones. Esta transformación será impulsada igualmente con la construcción del ferrocarril rético que unirá Davos con Landquart y que entrará en servicio en 1889. Con el descubrimiento de medicamentos contra la tuberculosis y otras enfermedades curadas con el clima alpino, las actividades de los sanatorios fueron disminuyendo para dar paso al turismo a través de los deportes de invierno y los congresos.
Davos es reconocida por ser la sede del Foro Económico Mundial, en el que se reúnen las élites sociales y económicas del mundo.

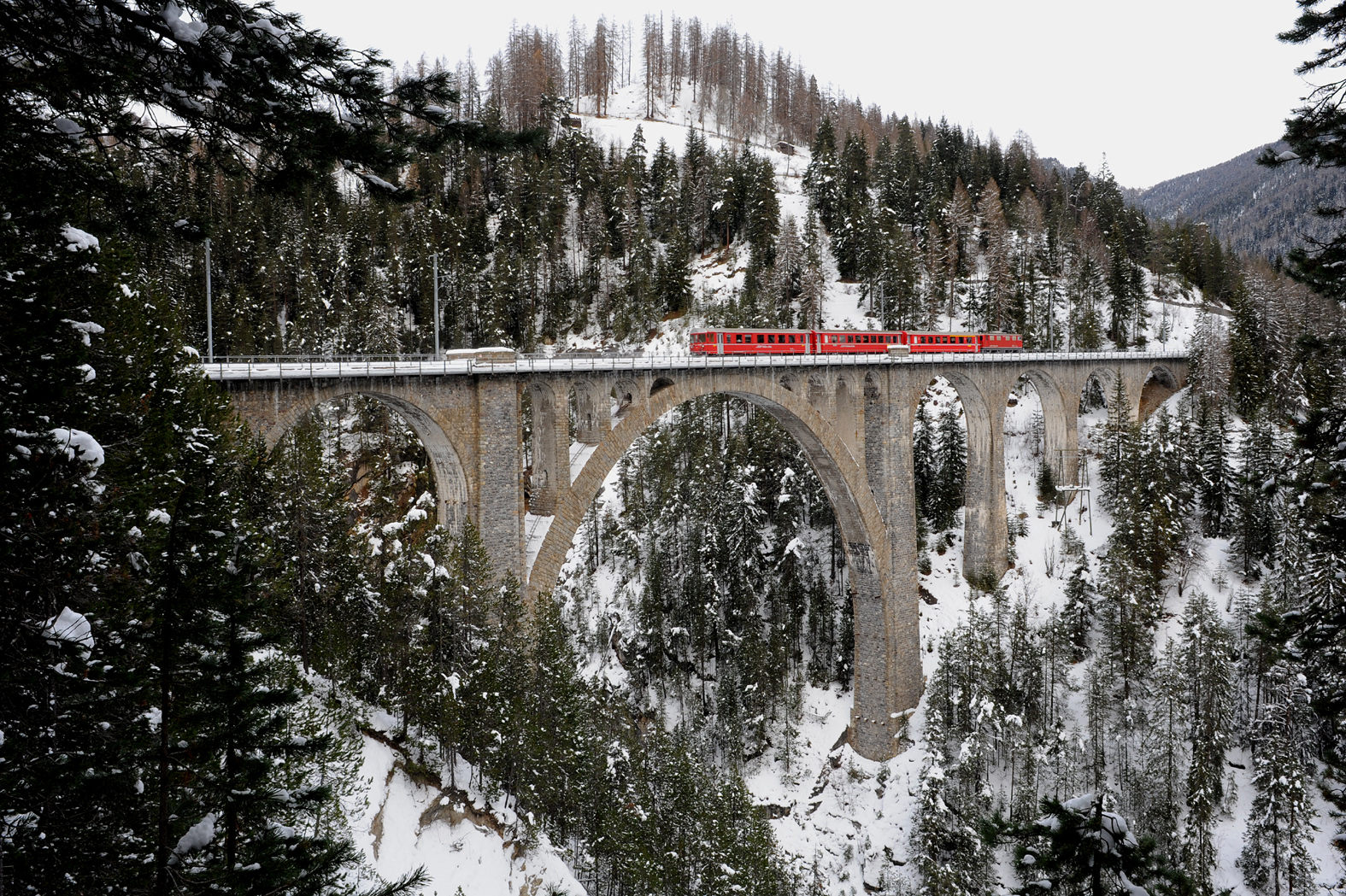
Vista del viaducto de Wiesen

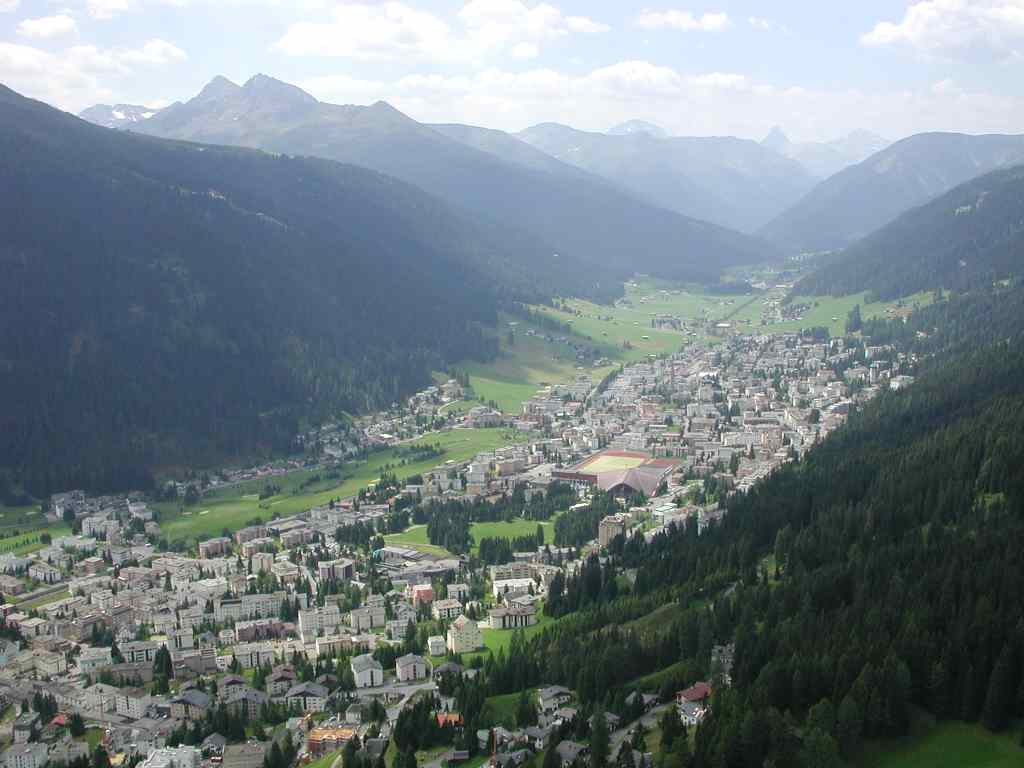
Davos visto desde el aire

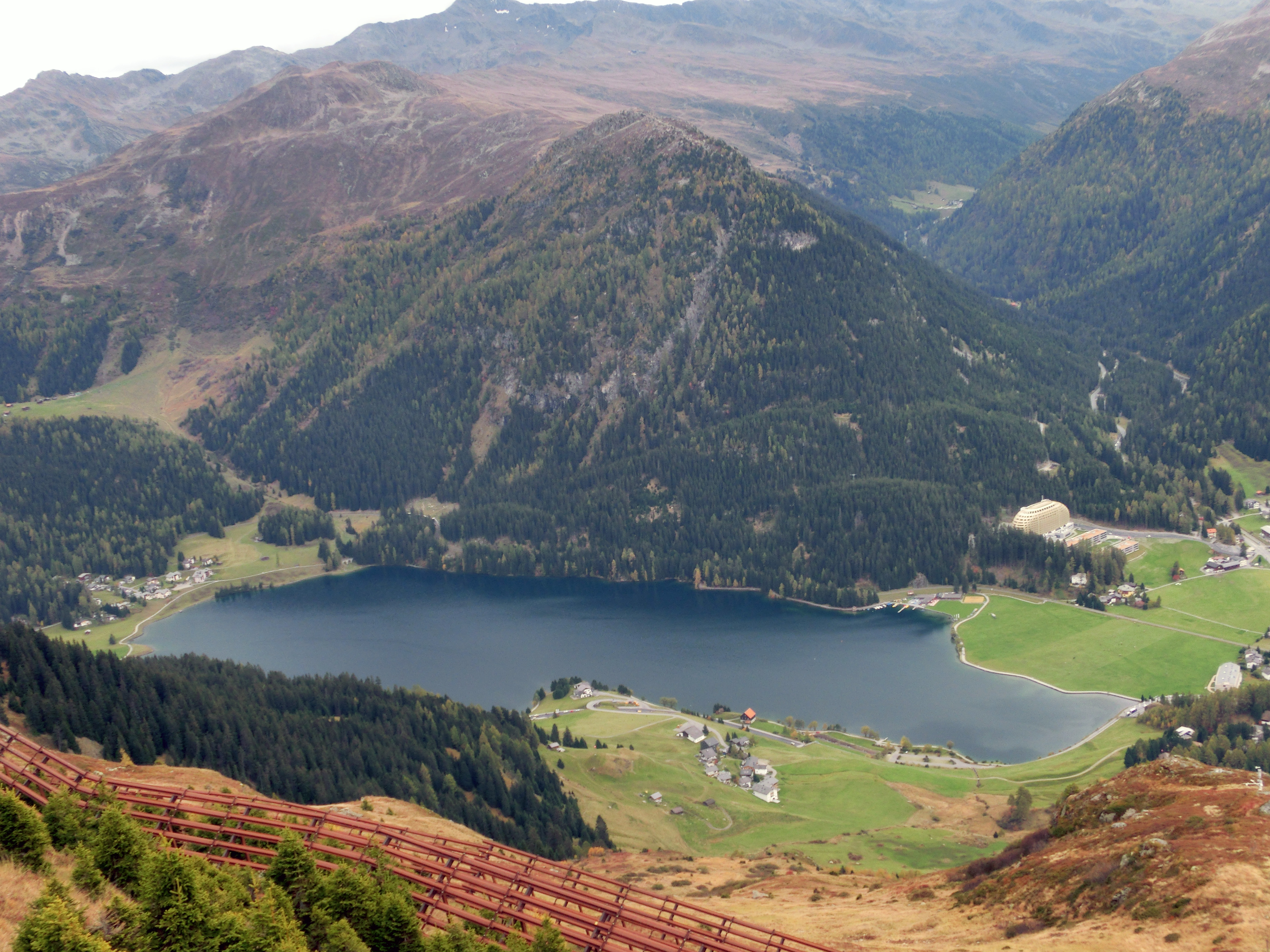
Lago de Davos

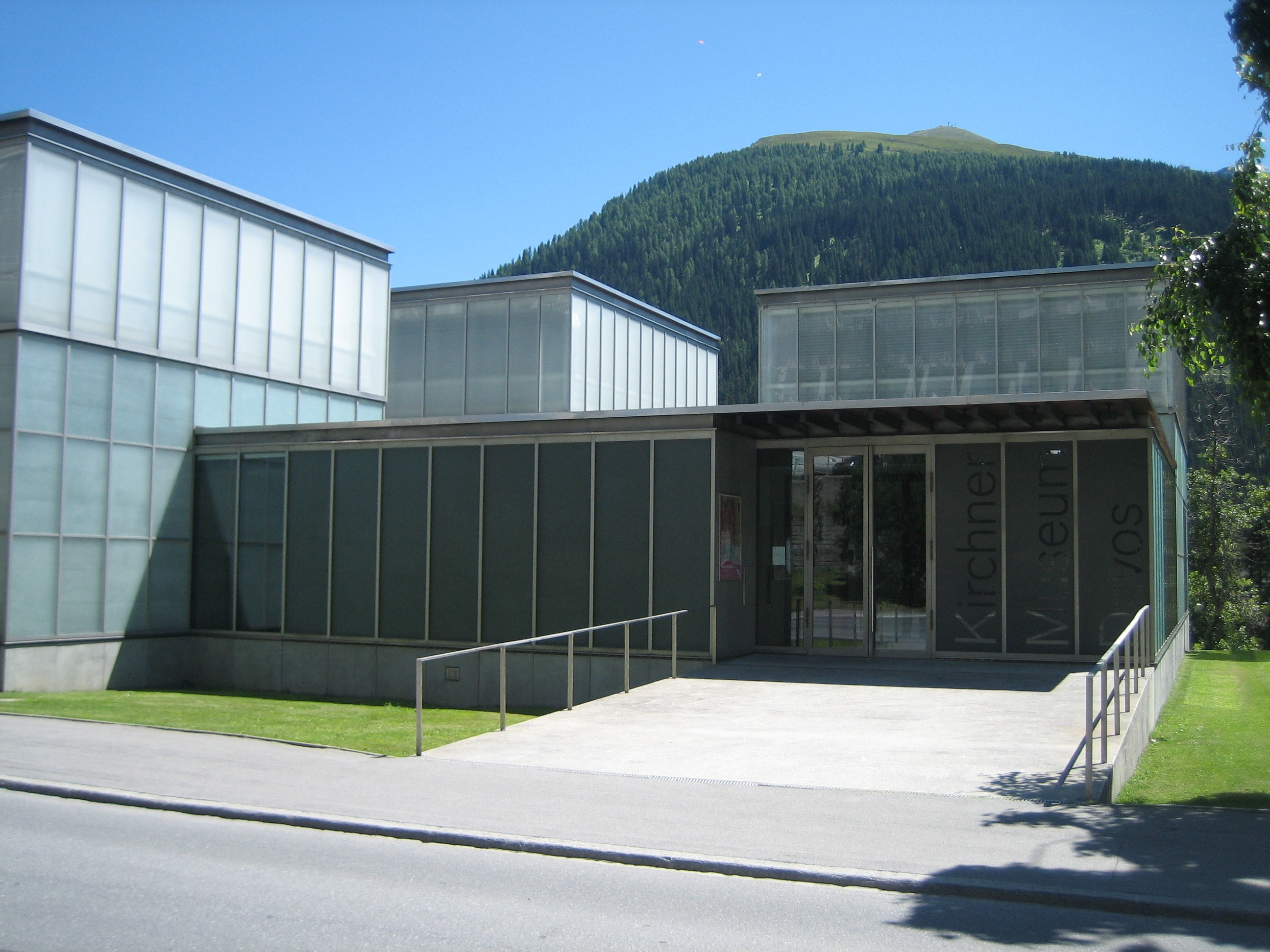
Museo Kirchner

## Geografía
Situada a una altitud de 1560 m s. n. m., Davos tiene la reputación de ser la ciudad más elevada de los Alpes. La ciudad se encuentra asentada sobre los Alpes suizos (grupo Silvretta) en el valle del río Landwasser, un afluente del río Rin. Geográficamente la comuna limita al norte con la comuna de Klosters-Serneus, al este con Susch, al sur con S-chanf y Bergün/Bravuogn, al suroeste con Filisur y Schmitten, y al oeste con Arosa y Langwies. De 2009 y hasta el 31 de diciembre de 2010, tras la fusión con la comuna de Wiesen, fue la comuna de mayor tamaño de Suiza, quitándole el puesto a la comuna valesana de Bagnes. Sin embargo, el 1 de enero de 2011 fue superada por Glaris Sur, por lo que actualmente es la segunda comuna por superficie.

### Clima
Davos tiene un clima subártico (Köppen Dfc) con un promedio de 125.3 días de precipitación por año y en promedio recibe 1.046 mm de precipitación.
El mes más lluvioso es agosto, tiempo durante el cual Davos recibe un promedio de 150 mm de precipitación. Durante este mes hay precipitaciones durante un promedio de 13.6 días. El mes más seco del año es febrero con un promedio de 52 mm de precipitación en 7.9 días, de los cuales 74 cm en 11.1 días son nevadas.
| Parámetros climáticos promedio de Davos, elevación: 1594 m (normales 1991–2020) | Parámetros climáticos promedio de Davos, elevación: 1594 m (normales 1991–2020) | Parámetros climáticos promedio de Davos, elevación: 1594 m (normales 1991–2020) | Parámetros climáticos promedio de Davos, elevación: 1594 m (normales 1991–2020) | Parámetros climáticos promedio de Davos, elevación: 1594 m (normales 1991–2020) | Parámetros climáticos promedio de Davos, elevación: 1594 m (normales 1991–2020) | Parámetros climáticos promedio de Davos, elevación: 1594 m (normales 1991–2020) | Parámetros climáticos promedio de Davos, elevación: 1594 m (normales 1991–2020) | Parámetros climáticos promedio de Davos, elevación: 1594 m (normales 1991–2020) | Parámetros climáticos promedio de Davos, elevación: 1594 m (normales 1991–2020) | Parámetros climáticos promedio de Davos, elevación: 1594 m (normales 1991–2020) | Parámetros climáticos promedio de Davos, elevación: 1594 m (normales 1991–2020) | Parámetros climáticos promedio de Davos, elevación: 1594 m (normales 1991–2020) | Parámetros climáticos promedio de Davos, elevación: 1594 m (normales 1991–2020) |
| Mes                                                                             | Ene.                                                                            | Feb.                                                                            | Mar.                                                                            | Abr.                                                                            | May.                                                                            | Jun.                                                                            | Jul.                                                                            | Ago.                                                                            | Sep.                                                                            | Oct.                                                                            | Nov.                                                                            | Dic.                                                                            | Anual                                                                           |
| ------------------------------------------------------------------------------- | ------------------------------------------------------------------------------- | ------------------------------------------------------------------------------- | ------------------------------------------------------------------------------- | ------------------------------------------------------------------------------- | ------------------------------------------------------------------------------- | ------------------------------------------------------------------------------- | ------------------------------------------------------------------------------- | ------------------------------------------------------------------------------- | ------------------------------------------------------------------------------- | ------------------------------------------------------------------------------- | ------------------------------------------------------------------------------- | ------------------------------------------------------------------------------- | ------------------------------------------------------------------------------- |
| Temp. máx. media (°C)                                                           | 0.0                                                                             | 1.2                                                                             | 4.6                                                                             | 8.3                                                                             | 12.8                                                                            | 16.5                                                                            | 18.5                                                                            | 18.2                                                                            | 14.2                                                                            | 10.8                                                                            | 4.8                                                                             | 0.6                                                                             | 9.2                                                                             |
| Temp. media (°C)                                                                | -4.7                                                                            | -4.2                                                                            | -0.7                                                                            | 3.0                                                                             | 7.4                                                                             | 11.0                                                                            | 12.8                                                                            | 12.6                                                                            | 8.7                                                                             | 5.1                                                                             | 0.0                                                                             | -3.6                                                                            | 4.0                                                                             |
| Temp. mín. media (°C)                                                           | -8.8                                                                            | -9.0                                                                            | -5.5                                                                            | -2.0                                                                            | 2.3                                                                             | 5.8                                                                             | 7.6                                                                             | 7.7                                                                             | 4.1                                                                             | 0.8                                                                             | -3.8                                                                            | -7.2                                                                            | -0.7                                                                            |
| Precipitación total (mm)                                                        | 70                                                                              | 52                                                                              | 57                                                                              | 54                                                                              | 89                                                                              | 129                                                                             | 133                                                                             | 150                                                                             | 96                                                                              | 77                                                                              | 71                                                                              | 68                                                                              | 1046                                                                            |
| Nevadas (cm)                                                                    | 89                                                                              | 74                                                                              | 65                                                                              | 43                                                                              | 8                                                                               | 2                                                                               | 1                                                                               | 1                                                                               | 5                                                                               | 24                                                                              | 59                                                                              | 84                                                                              | 455                                                                             |
| Días de precipitaciones (≥ 1.0 mm)                                              | 8.8                                                                             | 7.9                                                                             | 8.9                                                                             | 9.0                                                                             | 12.0                                                                            | 13.7                                                                            | 13.8                                                                            | 13.6                                                                            | 10.0                                                                            | 8.7                                                                             | 9.1                                                                             | 9.8                                                                             | 125.3                                                                           |
| Días de nevadas (≥ 1.0 cm)                                                      | 11.7                                                                            | 11.1                                                                            | 10.3                                                                            | 7.3                                                                             | 2.1                                                                             | 0.4                                                                             | 0.1                                                                             | 0.1                                                                             | 0.8                                                                             | 3.4                                                                             | 9.1                                                                             | 11.6                                                                            | 68.0                                                                            |
| Horas de sol                                                                    | 111                                                                             | 120                                                                             | 154                                                                             | 152                                                                             | 154                                                                             | 167                                                                             | 187                                                                             | 179                                                                             | 160                                                                             | 145                                                                             | 103                                                                             | 93                                                                              | 1725                                                                            |
| Humedad relativa (%)                                                            | 76                                                                              | 73                                                                              | 71                                                                              | 69                                                                              | 71                                                                              | 73                                                                              | 74                                                                              | 76                                                                              | 77                                                                              | 75                                                                              | 77                                                                              | 78                                                                              | 74                                                                              |
| Fuente: MeteoSwiss                                                              |                                                                                 |                                                                                 |                                                                                 |                                                                                 |                                                                                 |                                                                                 |                                                                                 |                                                                                 |                                                                                 |                                                                                 |                                                                                 |                                                                                 |                                                                                 |

## Transportes
A Davos se llega cómodamente en automóvil o en tren. El aeropuerto más próximo es el de Zúrich, el viaje en coche dura 2 horas y en tren se tarda 2 h y 30 minutos. 
La ciudad es atravesada por dos líneas de vía métrica del ferrocarril rético (RhB): la línea que va de Landquart a Davos-Platz y la línea de Davos-Platz a Filisur. La ciudad cuenta con dos estaciones de tren importantes: Davos-Platz y Davos-Dorf y de otras seis estaciones menores. La estación principal cuenta también con numerosas líneas de autobús en dirección de las localidades vecinas de Zernez y Lenzerheide. Entre las líneas ferroviarias se encuentran:
- Línea regional RhB: Davos-Klosters-Serneus-Landquart-Coira-Disentis/Mustér
- Línea regional RhB: Davos-Filisur
- Línea regional RhB: Davos-Klosters-Serneus-Landquart
- Línea regional RhB: Davos-Scuol-Tarasp

## Deportes
La ciudad es famosa por la celebración de eventos de deportes de invierno, como la Copa Spengler, el torneo de clubes más antiguo de hockey sobre hielo. El equipo local de hockey es el HC Davos.

## Curiosidades
- Entre 1928 y 1929 se celebró en la ciudad un encuentro entre los filósofos Martin Heidegger y Ernst Cassirer en el que debatieron acerca de la conveniencia en la continuidad o no del pensamiento kantiano, acontecimiento al que acudieron importantes personalidades como el pensador Emmanuel Lévinas, entre otros.
- La acción de la novela de La Montaña Mágica de Thomas Mann transcurre en Davos.
- La  serie de televisión Davos 1917,  mayor y más costosa producción suiza de la historia, transcurre en la ciudad.[4]

## Ciudades hermanadas
- Aspen
- Chamonix-Mont-Blanc
- Ueda